# Nerola
Nerola é uma comuna italiana da região do Lácio, província de Roma, com cerca de 1.419 habitantes. Estende-se por uma área de 18 km², tendo uma densidade populacional de 79 hab/km². Faz fronteira com Fara in Sabina (RI), Montelibretti, Montorio Romano, Poggio Nativo (RI), Scandriglia (RI), Toffia (RI).

## Demografia
| Variação demográfica do município entre 1861 e 2011                               |
|                                                                                   |
| Fonte: Istituto Nazionale di Statistica (ISTAT) - Elaboração gráfica da Wikipedia |

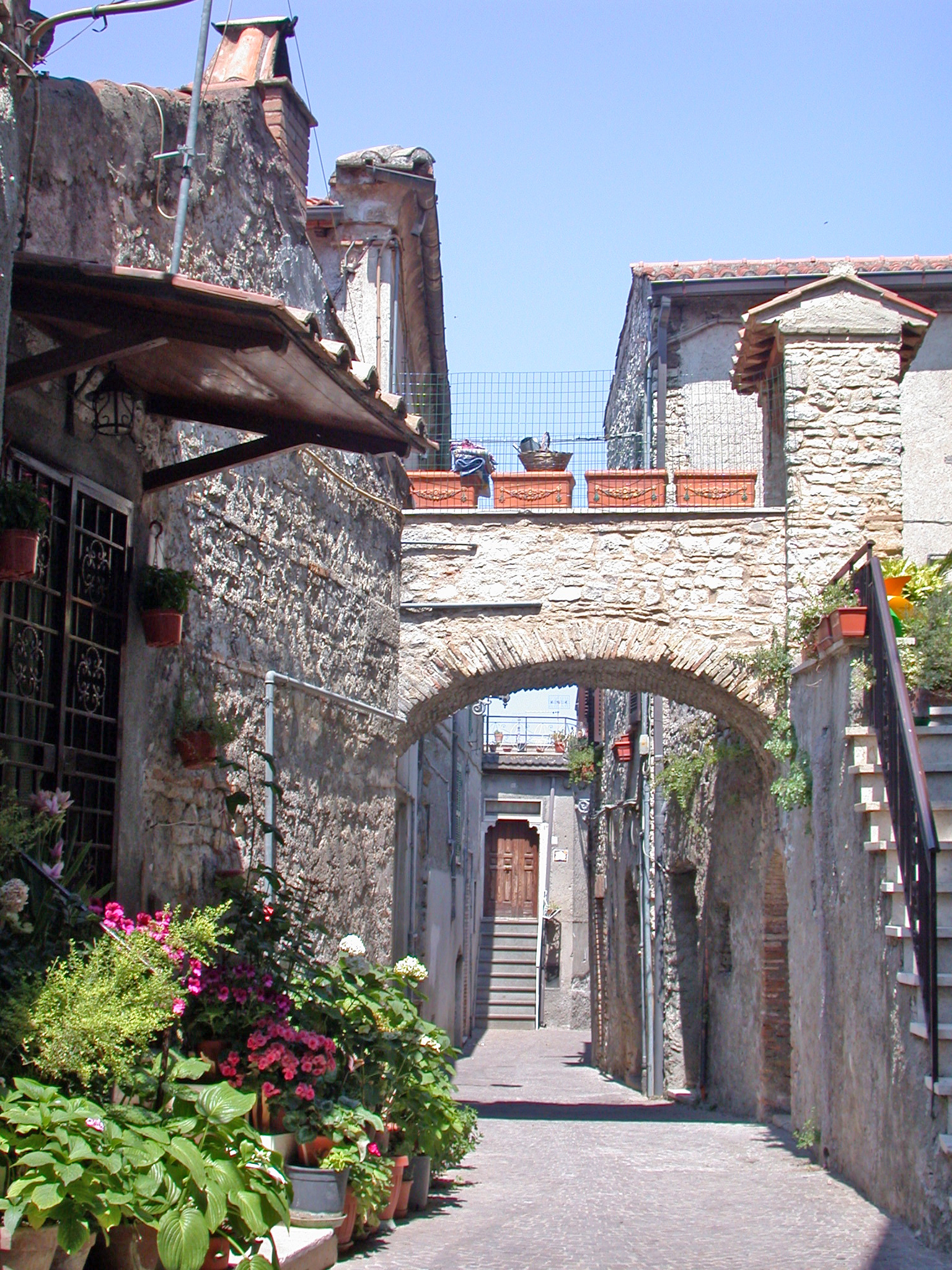
Centro de Nerola
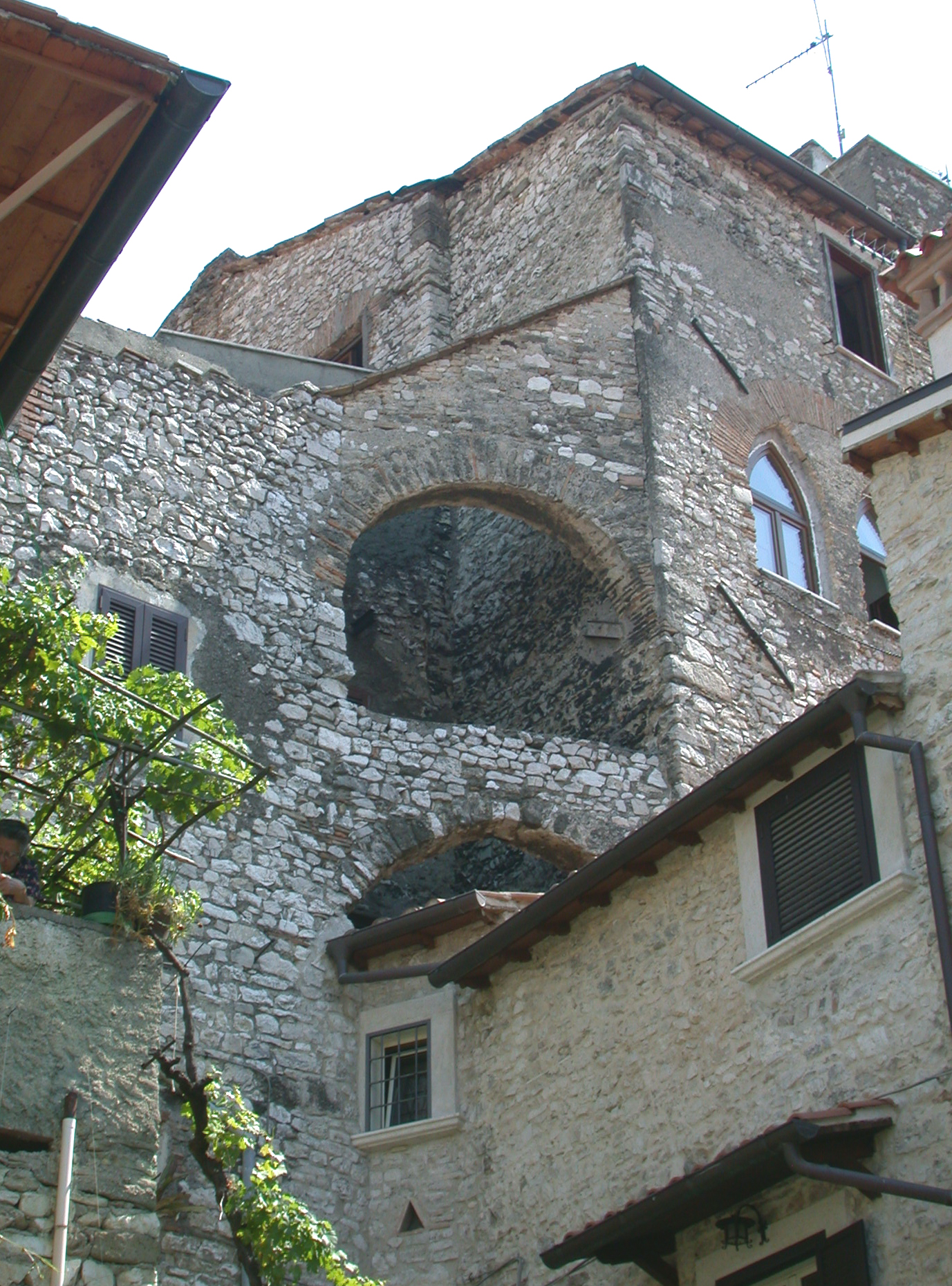
Centro de Nerola
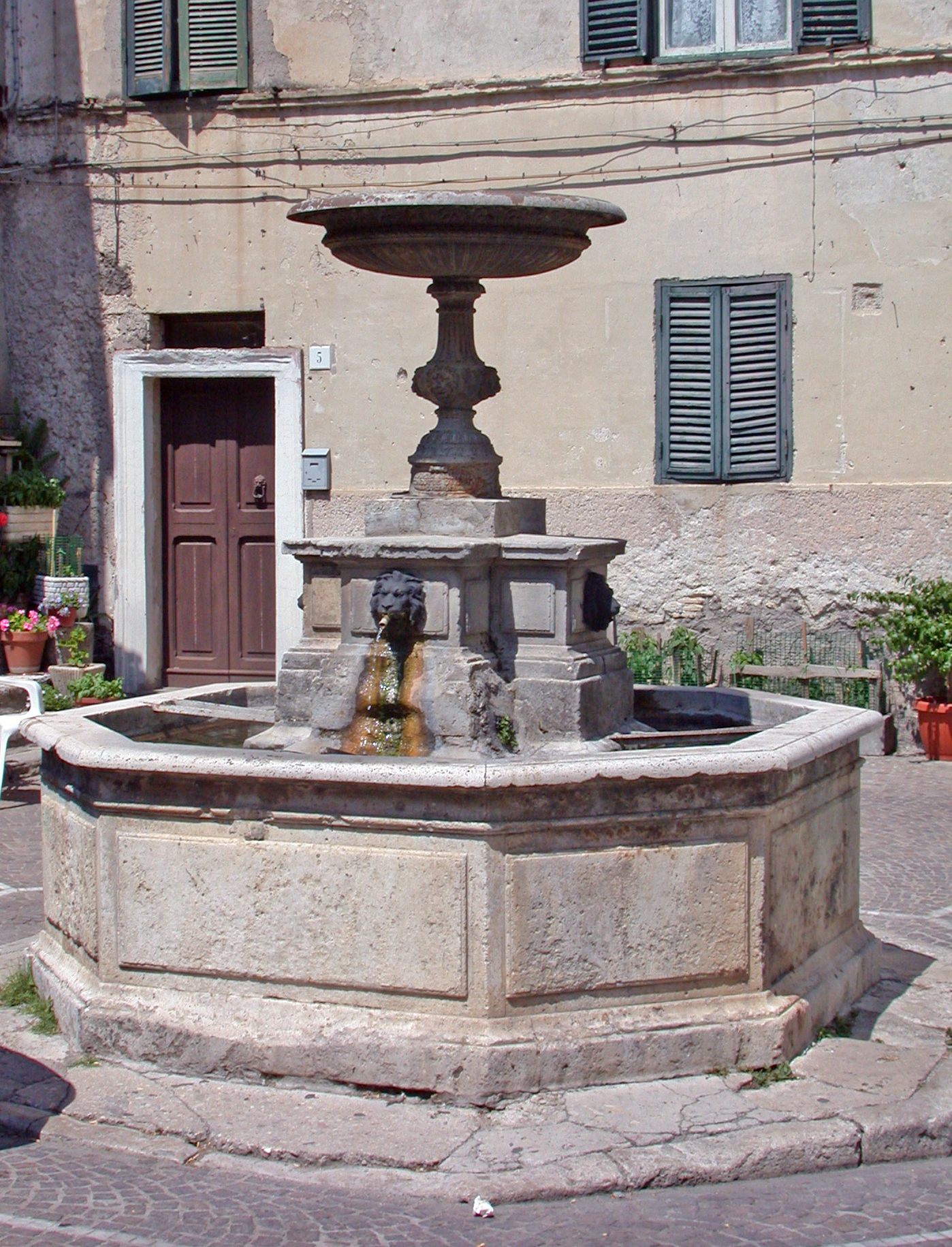
Fonte na "Piazza del Municipio"